# Kurzzeittomosynthese
Die Kurzzeittomosynthese ist ein tomographisches Verfahren zur Darstellung von Körperschichtaufnahmen in der medizinischen Diagnostik, das es nicht zur Marktreife geschafft hat.
Bei der Tomosynthese werden alle für die Tomographie eines Objektes erforderlichen Informationen in einem Vorgang ohne Bewegung der Röntgenröhre, des Bildes und des Objektes gewonnen. Es wird eine Reihe von Röntgenröhren gleichzeitig geblitzt. Daraus resultieren Schattenbilder, die auf demselben Film überlagert und aufgezeichnet werden. Dies ist der erste Schritt, bei dem ein „kodiertes“ Bild entsteht. In einem zweiten Schritt wird das kodierte Bild in einer Bildrekonstruktion dekodiert und die gewünschte Schicht entsteht durch ein einfaches optisches Verfahren. Entwickelt wurde es am Universitätsklinikum Würzburg.
Die Kurzzeittomosynthese besteht aus zwei Schritten, einem Aufnahmeschritt und einem Rekonstruktionsschritt. Im ersteren wird das dreidimensionale Objekt O (ein Körperteil des Patienten) durch ein Areal von Röntgenröhren in Form eines kodierten Bildes O′ abgebildet. Die Röntgenröhren sind dabei linear unabhängig angeordnet.
Im zweiten Schritt wird dieses kodierte Bild O′ verarbeitet, sodass beliebige Schichten des Objektes rekonstruiert werden können. Die Rekonstruktion wird dabei durch eine Matrix von Objektiven durchgeführt. Die Objektive sind dabei in der gleichen Weise angeordnet wie die Röntgenröhren bei der Aufnahme. Das kodierte Bild O′ wird so oft vervielfacht (x-fach), wie Röntgenröhren verwendet werden, und die einzelnen Bilder werden entsprechend den Koordinaten der Röntgenbrennflecke gegeneinander verschoben und das Ganze aufsummiert. Das Resultat ist eine x-fache Überlagerung des Bildes O′ in einem Rekonstruktionsraumes. Durch diese Vielfachprojektion entsteht ein reelles Bild O″ des Objektes. Geht man nun mit einem Schirm irgendwo in das Rekonstruktionsvolumen herein, wird genau das entsprechende Tomogramm aus dem Objekt herausgeschnitten. Dadurch ist die Möglichkeit des kontinuierlichen Durchschreitens des Objektes gegeben. Auf diese Weise können beliebige Schichten des Objektes in kontinuierlicher Weise dekodiert werden.
Durch die Entwicklung der Computertomographie ist das vergleichsweise aufwendige Verfahren obsolet geworden.